# Montevideo-Einheit
Die Montevideo-Einheit ist in der Medizin ein Maß für die Wehen-Aktivität der Gebärmutter.
Dazu wird die Anzahl von Wehen in 10 Minuten ermittelt und mit dem Druckanstieg in der Fruchtblase (Amnion) in mmHg multipliziert.
Als oberster Grenzwert für eine normale Aktivität während der ersten 35 Wochen der Schwangerschaft gelten 20 Einheiten.